# Nový židovský hřbitov v Tachově
Nový židovský hřbitov v Tachově se nachází na jihovýchodním okraji města Tachova, při silnici odbočující doprava ze silnice na Malý Rapotín a Tisovou, těsně před čerpací stanicí, asi 200 m východně od městského hřbitova.
Nový židovský hřbitov byl založen v roce 1933 necelý kilometr od hřbitova starého. V současnosti je zde jen šest náhrobních kamenů z let 1933–1938, většina plochy areálu je využita jako urnový háj.
Nalézá se zde také největší hromadný hrob nacistických obětí na území České republiky. Jde o hrob 600 vězňů, kteří v dubnu 1945 zahynuli během železničního „transportu smrti“ z koncentračního tábora Buchenwald do tábora ve Flossenbürgu. Pomník těmto obětem byl na hřbitově instalován v roce 1988.
Na severním kraji Tachova stojí také od roku 1948 památník Mohyla s více než 232 pohřbenými oběťmi pochodů smrti a koncentračních táborů, např. přes sto židovských žen z Osvětimi, jež byly zavražděny u Nýrska nebo desítky vězňů z již zmiňovaného Buchenwaldu. Současná podoba pomníku s trnovou korunou se datuje k roku 1985.